# Tatev Hakobian
Tatev Hakobian –en armenio, Տաթև Հակոբյան– (21 de marzo de 1996) es una deportista armenia que compite en halterofilia. Ganó dos medallas en el Campeonato Europeo de Halterofilia, en los años 2017 y 2023.

## Palmarés internacional
| Campeonato Europeo | Campeonato Europeo | Campeonato Europeo | Campeonato Europeo |
| Año                | Lugar              | Medalla            | Categoría          |
| ------------------ | ------------------ | ------------------ | ------------------ |
| 2017               | Split (Croacia)    | Medalla de bronce  | 90 kg              |
| 2023               | Ereván (Armenia)   | Medalla de plata   | 76 kg              |